# Ewa Grajkowska
Ewa Grajkowska z domu Kowalczyk (ur. 26 października 1948 w Szczecinie) – polska kajakarka, olimpijka z Monachium 1972.
Reprezentowała barwy klubów MKS Gorzów i Wiskordu Szczecin. Mistrzyni Polski w K-2 na dystansie 500 metrów w latach 1970-1972.
Na igrzyskach olimpijskich w Monachium wystartowała w konkurencji K-2 na dystansie 500 metrów (partnerką była: Izabella Antonowicz-Szuszkiewicz). Polska osada zajęła 6. miejsce.